# Річард Гек
Рі́чард Ге́к (англ. Richard Heck; 15 серпня 1931, Спрінгфілд — 10 жовтня 2015, Маніла) — американський хімік. Відомий відкриттям реакції Гека. Лауреат Нобелівської премії з хімії за 2010 рік.

## Біографія
Народився в Спрингфілді в 1931 році. Закінчив у 1952 році Каліфорнійський університет у Лос-Анджелесі (UCLA), там же отримав ступінь доктора філософії в 1954 році. Після захисту працював у Швейцарській вищій технічній школі Цюриха, потім знову в UCLA. У 1957 році отримав позицію в компанії Hercules co. Успішна робота в цій компанії привела до того, що в 1971 році Гек був запрошений в університет Делавера, в якому працював до свого виходу на пенсію в 1989 році. Живе в Кесон-Сіті, Філіппіни.